# 더 코드 (2001년 영화)
더 코드(The Code)는 2001년에 개봉한 리눅스에 관한 영어 기반의 핀란드의 다큐멘터리 영화이다.

## 출연
- 리누스 토르발스
- 리처드 스톨먼
- 앨런 콕스
- 에릭 레이먼드
- 로버트 "밥" 영
- 존 "매드독" 홀
- 시어도어 Y. "테드" 초
- 데이비드 S. 밀러
- 미겔 데 이카사
- 아리 렘케
- 에릭 올맨
- 앤드루 레너드
- 래리 오거스틴

## 같이 보기
- 레볼루션 OS